# Гвианско плато
Гвианската планинска земя е планинско-платовидна система в североизточните части на Южна Америка, разположена между низините на река Ориноко на север и северозапад и Амазонската на юг, Андите на запад и Атлантическия океан на изток. Простира се на териториите на 5 южноамерикански страни – Бразилия, Венецуела, Гвиана, Суринам и Френска Гвиана.

## Геоложки строеж, полезни изкопаеми
Счита се, че това е може би най-старата суша на планетата, тъй като образуването ѝ започва преди близо 2 милиарда години, когато Южна Америка и Африка са свързани като част от континента Гондвана. Когато преди около 100 милиона години обаче тези 2 континента се разделят и климатът на района става значително по-влажен, планинската система е подложена на силна ерозия. Отломките от ерозиралите планини се наслояват и образуват огромен блок от пъсъчник, който се издига от движението на земните пластове и се напуква. Уязвимите му места са разрушени вследствие на ерозията, изветрянето и обилните дъждове. Така от него са останали само извисяващите се плосковърхи планини, изолирани като своеобразни острови сред околните равнини и високи плата, заети от дъждовни и непроходими екваториални гори.
Гвианската планинска земя се явява част от древния фундамент на Южноамериканската платформа. Изградена е предимно от архайски метаморфни скали, на места препокрити с протерозойски кварцитови пясъчници и конгломерати на седиментния чехъл. Горноархайските скали съдържат големи находища на железни руди (главно на север), също злато и диаманти, а в изветрителната кора – боксити и манганови руди (предимно на изток).

## Релеф
Типични за Гвианската планинска земя са тепуите – масивни плата от пясъчник, които се извисяват като гигантски непревземаеми цитадели сред екваториалната джунгла. Тези планински образувания са повече от 100 на брой и се издигат на височина над 2500 метра. Най-високата е Пику да Неблина (2994 m), намираща се на територията на Бразилия до границата с Венецуела.
В релефа преобладават цокълните денудационни равнини с височина от 150 до 400 m, с отделни островни масиви, понижаващи се към периферията на Гвианската планинска земя и към падината в горните течения на реките Ориноко и Рио Негро на югозапад. Най-планински е релефът в централните части на Гвианската планинска земя, където по границата на Бразилия с Венецуела и на север от нея се извисяват пясъчни столови плата с отвесни склонове – Сиера Имери (Пику да Неблина, 2994 m), Сиера Парима, Сиера Пакарайма (2772 m) и масиви – Ауян Тепуи (2950 m), Ла Гран Сабана (2800 m ) и др. Пясъчни плата има и в западните части на планинската земя с височина до 910 m. За централните области на запад (масива Сиера де Гуампи, 2287 m), по бразилско-гвианската граница (Сиера Акараи, 906 m, Камоа, 1009 m) и в централните части на Суринам (планина Вилхелмина, 1230 m) са характерни блоковите кристалинни масиви и дългите и ниски възвишения. Между брега на Атлантическия океан и Гвианската планинска земя се простира Гвианската низина.

## Климат и води
Тъй като е разположена почти до екватора, Гвианската планинска земя има екваториален и субекваториален климат с 2 дъждовни сезона в годината. Средната годишна температура и от 22 до 28°С с къс сух есенен период на изток (годишна сума на валежите до 3500 mm) и по-дълъг зимен период в централните части (годишна сума на валежите 1200 – 1700 mm). Валежите са изключително обилни през цялата година, като по време на дъждовните сезони количеството им е значително по-голямо. На северозапад, в близост до р. Ориноко има само 1 дъждовен период, но с по-голяма продължителност, отколкото в Ляносите (низината на Ориноко) и с повече валежи.
Поради изобилните валежи реките там са пълноводни и заради особеностите на релефа често образуват огромни и грандиозни водопади. Най-мощен е водопадът Кайетур в Гвиана, който е сред най-големите в света. Там се намира и най-високият водопад в света Анхел, чиито води се спускат от 1041 метра от масива Ауян Тепуи на територията на Венецуела. Речната мрежа в басейна на река Ориноко е много гъста. Тук протичат реките Инирида, Вентуари, Каура, Карони и др. Към басейна на река Амазонка принадлежат реките Рио Негро и нейните притоци, Тромбетас, Пару, жари и др.. На североизток и изток текат реки, вливащи се непосредствено в Атлантическия океан – Есекибо, корантайн, Марони, Ояпок и др. Поради изобилните водни ресурси районът е подходящ за създаването на мощни ВЕЦ, които биха били от полза за населението в региона, но биха навредили на екологичното равновесие и на горите като цяло.

## Почви, флора и фауна
Гвианската планинска земя се посочва като място с най-голямо биоразнообразие на планетата. Тъй като районът е много слабо изследван поради много трудния достъп, вероятно много от растенията и животните, които се срещат там, са все още непознати на науката. Затова се смята, че това е регионът с най-голямото неизследвяно биоразнообразие в света. Западните и източните части на Гвианската планинска земя са покрити влажни вечнозелени гори, с ценни видове дървета, развити върху червено-жълти латеритни (фералитни) почви. Централните области са заети предимно с листопадни и вечнозелени гори върху червени почви, а в подветрените (по отношение на североизточните океански пасати) райони има петна от савани.
Там се срещат много растителни и животински видове, характерни за Амазонската низина, но голяма част от местните видове са ендемити, т.е. срещат се само там. Типични ендемити са множество видове орхидеи, хищните растения от вида Heliamphora, родствени на сарацениите и на непентесите от Азия. Те се хранят, освен с насекоми, и с дребни птици, попаднали в каничките им, където се разграждат от ензимите на растението. Огромен брой ендемити има и сред насекомите, земноводните, влечугите, бозайниците и птиците. Сред най-невероятните създания, ендемити за региона, освен хищните растения са и малка крастава жаба, дълга 25 мм и гъби, които убиват насекоми и растения, като им впръскват отрова.
Гвианските планини могат да се определят като същински рай за орхидеите, тъй като там се срещат повече от 10 000 вида, което е своеобразен рекорд в световен мащаб. Животинският свят на района принадлежи към Бразилската подобласт на неотропичната област. От едрите животни там се срещат тапири, пуми, ягуари, анаконди, боа, огромни крокодили, някои от които дълги над 7 метра, множество примати, папагали, тукани, ленивци, мравояди, Броненосци, пекари, опосуми и др.

## „Изгубен свят“
Гвианската планинска земя е сред най-слабо изследваните райони на планетата. На много места там все още не е стъпвал човешки крак. Когато европейците достигат Южна Америка, те не навлизат в територията до края на ХІХ век. Опасната природа на Гвиана е държала на страна колонизаторите, които не се осмеляват да навлязат там. Единствената по-ранна експедиция е на английския изследовател Уолтър Райли през 1595 г., но той проучва само района близо до река Ориноко и не навлиза във вътрешността.
Едва през 1884 г. английският ботаник Едуард Търн провежда експедиция, която достига връх Рорайма и донася оттам непознати растения, земноводни и насекоми. Този непознат свят е вдъхновил големия английски писател Артър Конан Дойл да напише своя роман „Изгубеният свят“, в който се разказва как експедиция в Гвианската планинска земя открива там праисторически животни, сред които динозаври и питекантропи.